# Каттендорф
Каттендорф (нем. Kattendorf) — община в Германии, в земле Шлезвиг-Гольштейн.
Входит в состав района Зегеберг. Подчиняется управлению Кисдорф. Население составляет 838 человек (на 31 декабря 2010 года). Занимает площадь 9,84 км².
Коммуна подразделяется на 2 сельских округа.